# Sanja Ožegović
Sanja Ožegović, född den 15 juni 1959 i Zagreb i Kroatien i SFR Jugoslavien, är en kroatisk basketspelare
Hon var jugoslavisk representant som var med och tog OS-brons 1980 i Moskva. Detta var andra gången damerna deltog vid de olympiska baskettävlingarna, tillika Jugoslaviens första medalj på damsidan.